# Šabataka
Šabataka, tudi Šebitku ali Šebitko, je bil drugi faraon Petindvajsete egipčanske dinastije (nubijske), ki je po najnovejših raziskavah vladal od 714 pr. n. št. do 705 pr. n. št., * ni znano, † 705 pr. n. št.
Bil je sin faraona Pija, ustanovitelja dinastije. Šabatakov priimek ali prestolno ime Džedkare pomeni Trajna je Rajeva duša. Njegova žena je bila kraljica Arti, hčerka faraona Pija, kar je omenjeno na fragmentu kipa Šabakovega sina in velikega Amonovega svečenika  Haremaheta. Fragment so odkrili v templju boginje Mut v Karnaku.

## Biografija

### Poreklo
Šabataka je bil sin faraona Pija in kraljice Pebatme, čeprav obstajajo tudi mnenja, da je bil Pijev brat.

### Vojni pohodi
Med Šabatakovim vladanjem so na Bližnjem vzhodu trčili interesi dveh takratnih velesil,  Asirije in Egipta, ki so se odrazili v vojnih pohodih asirskega kralja Sanheriba v Palestino. Obe cesarstvi sta poskušali razširiti svoj vpliv na bližnja ozemlja. Države Sirije, Fenicije in Palestine so ob podpori Egipta oblikovale zavezništvo proti Asiriji. Koalicija je vključevala mestne države Tir, Sidon, Arvad, Biblos, Ašdod, Ekron (asirska Aškaruna, sodobni Akir), Aškelon, Amon, Moab, Judejo, arabska plemena, Egipt in druge. Judejski kralj Ezekija in njegove zaveznice so računale na podporo Egipta. Biblija, ki govori o teh dogodkih v Knjigi kraljev,  omenja faraona Taharko, Jožef Flavij govori o faraonu Tarsiku, Herodot pa o Sefonu (II, 141), nekdanjem svečeniku boga Ptaha, ki je čudežno preprečil invazijo asirskega kralja Sanheriba. Sefon, ki bi lahko bil Šabataka, se je obrnil na svoje božanstvo, ki je v sovražni tabor poslalo miši, da so razgrizle roke sovražnikovih vojakov.

### Vladanje
V Berlinskem muzeju so zidovi manjše zgradbe, ki jo je zgradil Šabataka pri svetem jezeru v Karnaku za skladiščenje dnevnih žrtvenih daril bogu Amonu. Na eni od sten so upodobljeni faraon, Amon in Mut. Na faraonovi glavi je egipčanski diadem z dvema ureoma, simbol oblasti nad Nubijo in Egiptom. V ušesih ima kušitske uhane v obliki ovnove glave. Nad Amonom je napis, ki mu obljublja podjarmljenje kraljev vseh dežel, Mut pa mu obljublja veliko vladarskih let. 
Šabataka ni vladal več kot dvanajst let. Zelo verjetno ga je ubil njegov naslednik Taharka. Na vseh slikah je bilo kasneje izbrisano Šabatakovo ime in ureus, kar je užalilo narodni ponos Egipčanov. Julij Afričan, ki se sklicuje na  Manetona, pravi, da je Šabataka (Sebitos) vladal štirinajst let, Evzebij Cezarejski, ki se sklicuje na armensko različico Manetonove Egiptiake (Zodovina Egipta), pa trdi, da je vladal dvanajst let. 

## Pokop
Šabataka je pokopan v grobnici K.18 v  El Kurruju.